# Liczenie na palcach

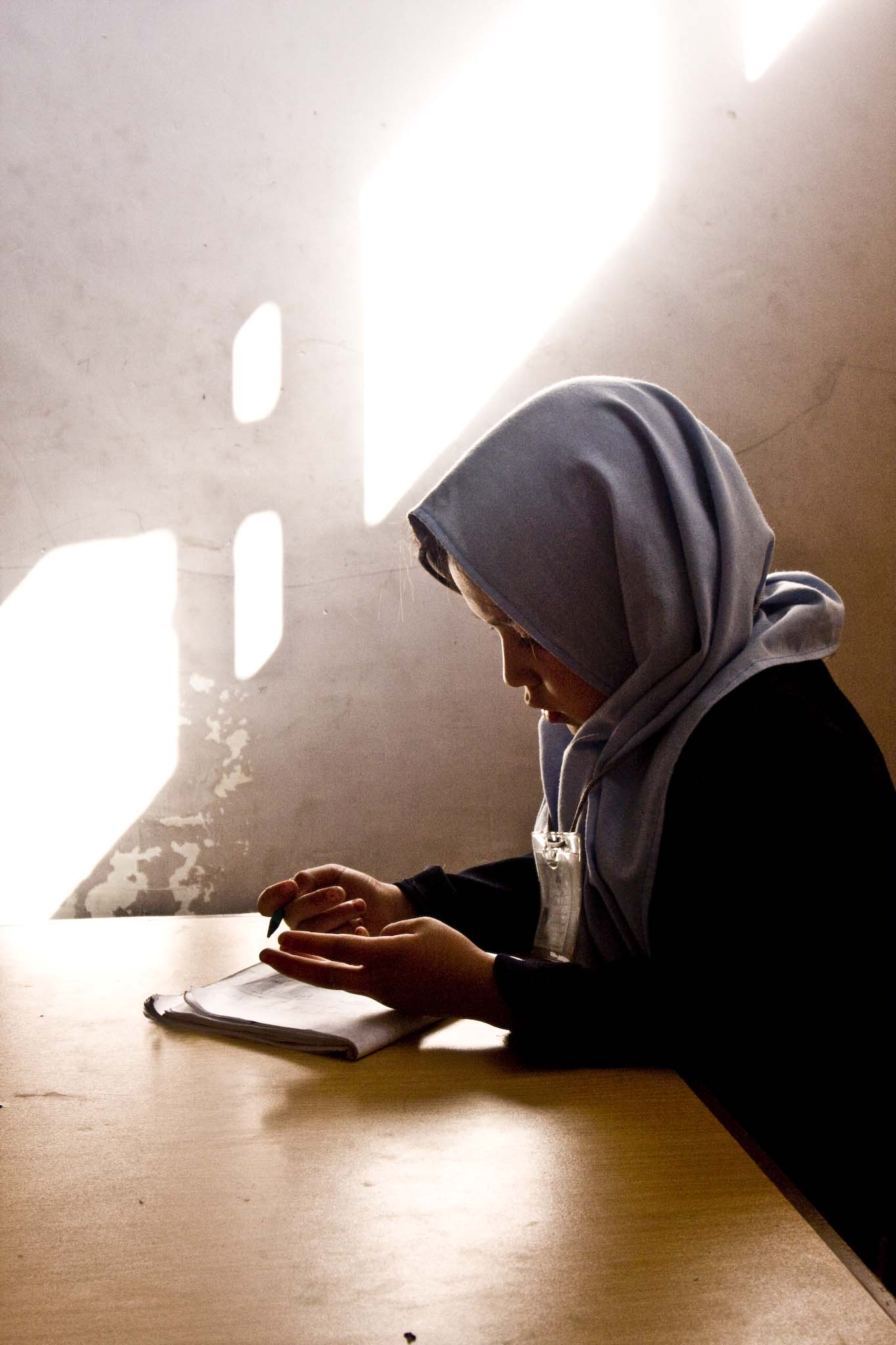
Liczenie na palcach

Liczenie na palcach – posługiwanie się palcami dłoni jako materiałem pomocniczym przy wykonywaniu prostych operacji arytmetycznych.

## Zasady związane z liczeniem na palcach
Naukowcy Rochel Gelman oraz Charles Ransom Gallistel w 1986 roku opracowali pięć zasad, na których opiera się umiejętność liczenia na palcach:
1. stałość kolejności liczebników – np. po jeden zawsze jest dwa, a nie np. trzy[1][2]
2. brak znaczenia kolejności obiektów[1][2];
3. wszystkie obiekty mogą być liczone w ten sam sposób[1][2];
4. wzajemnie jednoznaczna odpowiedniość[a] – każdej liczbie przypisana jest dokładnie jedna etykieta werbalna[1][2];
5. liczebnik na ostatnim miejscu sekwencji liczenia oznacza liczność danego zbioru – np. gdy na głos po kolei policzymy swoje palce: pierwszy, drugi, trzeci, czwarty, piąty, szósty, siódmy, ósmy, dziewiąty, dziesiąty, to fakt iż ostatni policzony palec był dziesiąty, oznacza, że wszystkich palców jest dziesięć[1][2].

Posługiwanie się palcami okazuje się bardzo pomocne w zrozumieniu tych zasad, ponieważ w przeciwieństwie do liczebników palce są ciągle widoczne i dostępne, a także bardziej rozróżnialne percepcyjnie niż liczebniki (werbalne etykiety liczb), które muszą być zapamiętane.

## Użyteczność palców
Przyczyny wysokiej użyteczności palców do liczenia na nich są następujące:
1. palce umożliwiają tworzenie wzrokowo-przestrzennej reprezentacji liczb[4], są łatwo rozróżnialne percepcyjnie i reprezentują kolejne dyskretne wartości[5];
2. palce umożliwiają zrozumienie dziesiętnego systemu liczbowego[6];
3. palce pomagają zrozumieć zasadę wzajemnej jednoznaczności[5][7];
4. liczenie na palcach pozwala odciążyć pamięć roboczą podczas wykonywania operacji matematycznych oraz systematycznie kontrolować poprawność[5];
5. w przeciwieństwie do cyfr arabskich lub zbiorów reprezentacje palców pozwalają zrozumieć istotę liczby kardynalnej (ostatni liczebnik wypowiedziany podczas liczenia określa łączną liczbę obiektów w zestawie)[4];
6. palce umożliwiają realizację podstawowych operacji arytmetycznych na liczbach jednocyfrowych[8];
7. za pomocą palców można liczyć od dowolnej liczby[6];
8. palce pozwalają śledzić liczbę słów wypowiadanych podczas sekwencji liczenia[9];
9. własne palce stanowią narzędzie, które każdy człowiek ma zawsze przy sobie[3][5];
10. palce zazwyczaj nie są zakryte przez ubranie, więc łatwo na nich manipulować[5],
11. palce mogą być wykorzystane zarówno do określenia liczby kardynalnej (liczebność zbioru), jak i porządkowej (kolejność obiektów)[5][10].

## Szkodliwość zabraniania dzieciom liczenia na palcach

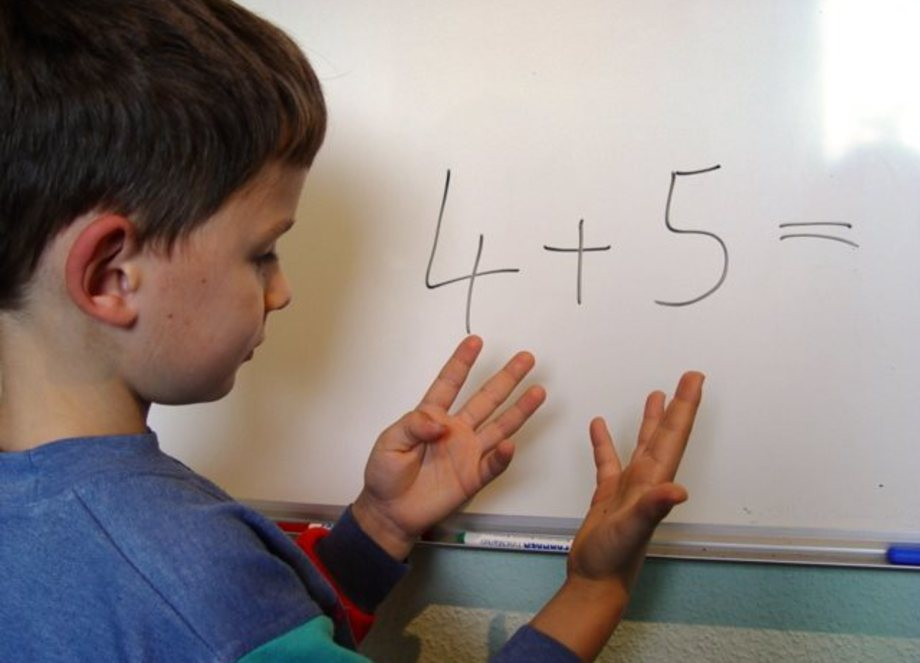
Dziecko używające palców do liczenia

Dzieci na pewnym etapie rozwoju używają palców do liczenia i obliczania, nawet jeśli zostało to zabronione. Bardzo szkodliwe jest zabranianie używania palców do liczenia dzieciom, które tego potrzebują. Hamuje to rozwój matematyczny dziecka, uniemożliwia mu samodzielne zdobywanie i rozwijanie wiedzy matematycznej. Ponadto, nawet gdy dziecko opanuje już liczenie w pamięci, w pewnych sytuacjach nadal może wspomagać się liczeniem na palcach.
Badania dowodzą, że do tworzenia abstrakcyjnych pojęć wykorzystywane są te same obwody neuronalne, które pierwotnie służyły do wykonywania operacji percepcyjnych i motorycznych.
Liczenie na palcach i nawyki z nim związane mają też wpływ na umysłowe przetwarzanie liczb i charakter ich reprezentacji nie tylko u dzieci, ale także u osób dorosłych. Liczenie na palcach nie jest przejściowym etapem w rozwoju, a nawyki liczenia na palcach mają wpływ na przebieg wykonywanych w pamięci obliczeń arytmetycznych. Umiejętności nabyte podczas liczenia na palcach mogą pozwolić uczniom w przyszłości tworzyć własne, skuteczne strategie rozwiązywania problemów matematycznych – przykładowo zadanie {\displaystyle 6+7=?} pewien uczeń rozwiązał następująco: biorę po 5 z szóstki i siódemki, więc zostanie mi 1 i 2, czyli 3, więc wynik to 13 – co stanowi strategię arytmetyczną odwołującą się do liczenia na palcach – rozbicie liczb na piątki, czyli na całe dłonie. Uczeń nie stworzyłby takiej strategii, gdyby nie miał doświadczenia z liczeniem na palcach. Liczenie na palcach na początku edukacji matematycznej dziecka zwiększa prawdopodobieństwo, że uzyskane przez niego wyniki działań arytmetycznych będą poprawne, zaś wielokrotne uzyskiwanie tych samych, poprawnych wyników, utrwala w jego umyśle prawidłowe fakty arytmetyczne. Dotyczy to głównie prostego dodawania. Przykładowo, jeśli uczeń przy dodawaniu {\displaystyle 8+7} wielokrotnie uzyska wynik 15, to z czasem utrwali i zapamięta, że {\displaystyle 8+7=15} i wykonywanie tego prostego działania nie będzie już wymagało ponownego przeliczania, a jedynie przywołania faktu arytmetycznego z pamięci długotrwałej. Siła asocjacji zależy od wcześniejszych doświadczeń. Będzie ona wysoka u dziecka, które wielokrotnie poprawnie wykonało to równanie, zaś dość niska u dziecka, które przy rozwiązywaniu tego równania wiele razy się myliło.
Bardzo szkodliwe jest także zabranianie liczenia na palcach dzieciom cierpiącym na dyskalkulię. Stosowane przez te dzieci strategie liczenia na palcach są nieoptymalne i doprowadzają do licznych błędów, lecz po zabronieniu liczenia na palcach, dzieci te popełniają jeszcze więcej błędów.

## Liczenie na palcach a osiągnięcia szkolne w zakresie matematyki
Liczenie na palcach pełni ważną funkcję w procesie nabywania kompetencji matematycznych przez dzieci oraz w poznaniu matematycznym u osób dorosłych. W badaniach longitudinalnych (od początku przedszkola do końca drugiej klasy szkoły podstawowej) uzyskano wyniki świadczące o tym, że dzieci liczące na palcach lepiej sobie radzą z rozwiązywaniem problemów matematycznych, choć wraz z wiekiem wielkość korelacji maleje.

## Liczenie na palcach a przechodzenie od reprezentacji konkretnych do abstrakcyjnych

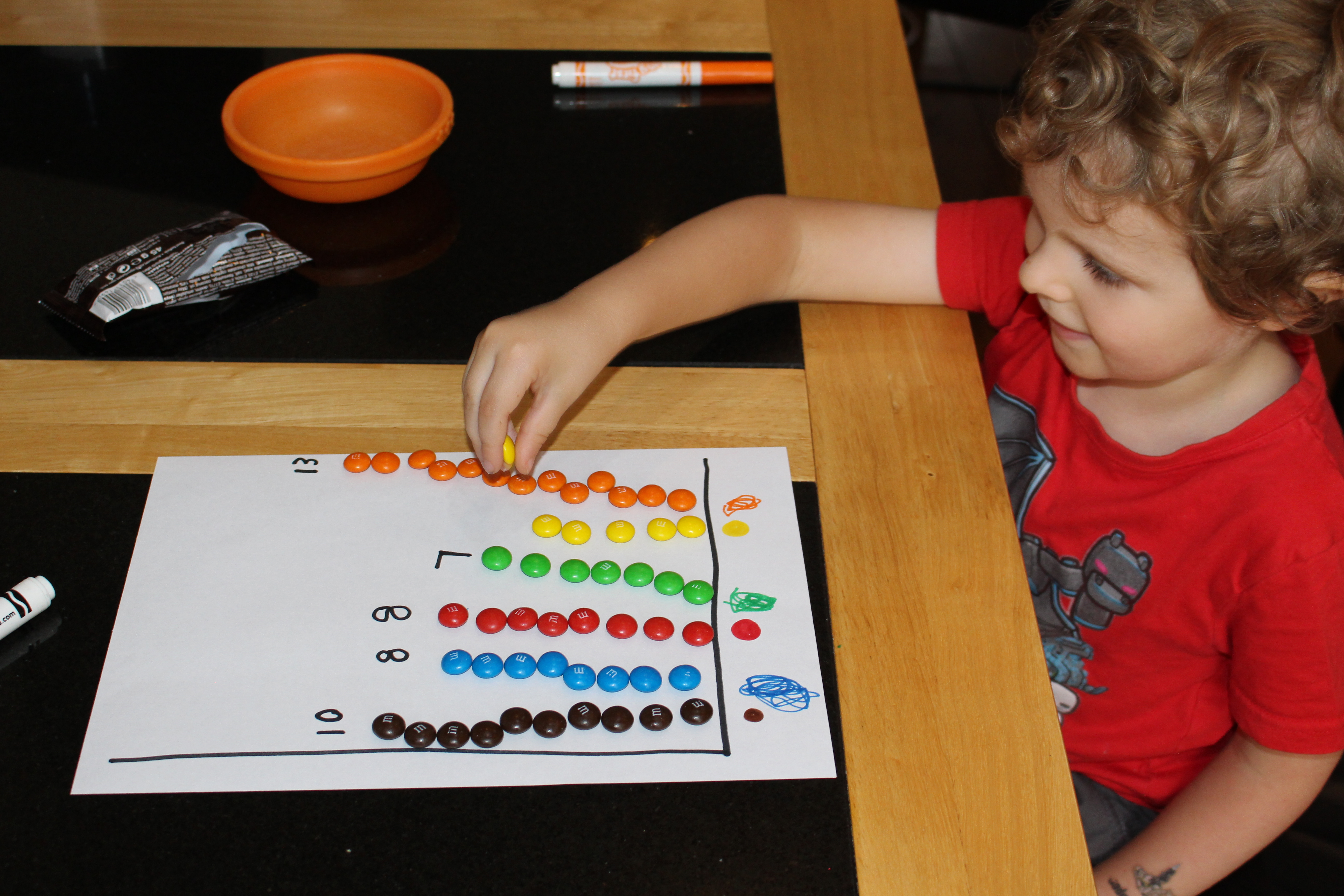
Liczenie na materiale konkretnym

Naturalną kolejnością rozwoju umiejętności liczenia jest przechodzenie od reprezentacji konkretnych do abstrakcyjnych. Jako reprezentację abstrakcyjną rozumie się liczenie w pamięci. Według prof. dr. hab. Edyty Gruszczyk-Kolczyńskiej i Ewy Zielińskiej, w pierwszej fazie rozwoju umiejętności liczenia dziecko powinno opanować umiejętności:
- zliczania obiektów,
- odróżniania prawidłowego liczenia od błędnego,
- dodawania,
- odejmowania[22].

Najpierw wykonywane jest to na materiale konkretnym (np. zabawki, klocki, liczmany). Później liczenie odbywa się na palcach. Na końcu dziecko opanowuje umiejętność liczenia w pamięci. Największe znaczenie ma jednak proces przejścia od materiałów konkretnych do własnych palców. Posługiwanie się palcami jest czymś więcej niż wykorzystywaniem zewnętrznych obiektów. Jest to w pewnym stopniu oderwanie od konkretów (palce stają się reprezentantami innych obiektów). W toku edukacji nauczyciel powinien pokazać dziecku, że zamiast przedmiotów konkretnych do liczenia można wykorzystać własne palce.
Według profesora Wygotskiego rozwój umiejętności arytmetycznych dziecka można podzielić na 4 etapy:
1. Stadium naturalnych reakcji arytmetycznych – jest to percepcja ilości, ogólna percepcja liczebności, porównywanie mniejszych i większych zbiorów przedmiotów itp.[24];
2. Stadium naiwnej psychologii – dziecko próbuje naśladować liczenie dorosłych, lecz nie ma świadomości, w jaki sposób należy liczyć korzystając z cyfr[24] (przykładem zachowania dziecka w tym stadium jest sytuacja, w której dziecko poproszone o policzenie palców innej osoby odpowiada, że potrafi policzyć wyłącznie własne palce[24]);
3. Stadium liczenia na palcach – dziecko opanowało umiejętność liczenia na palcach[24];
4. Stadium liczenia w pamięci – dziecko potrafi już liczyć w pamięci, w większości sytuacji nie musząc wspomagać się palcami[24].

## Przystępność palców a przystępność liczebników

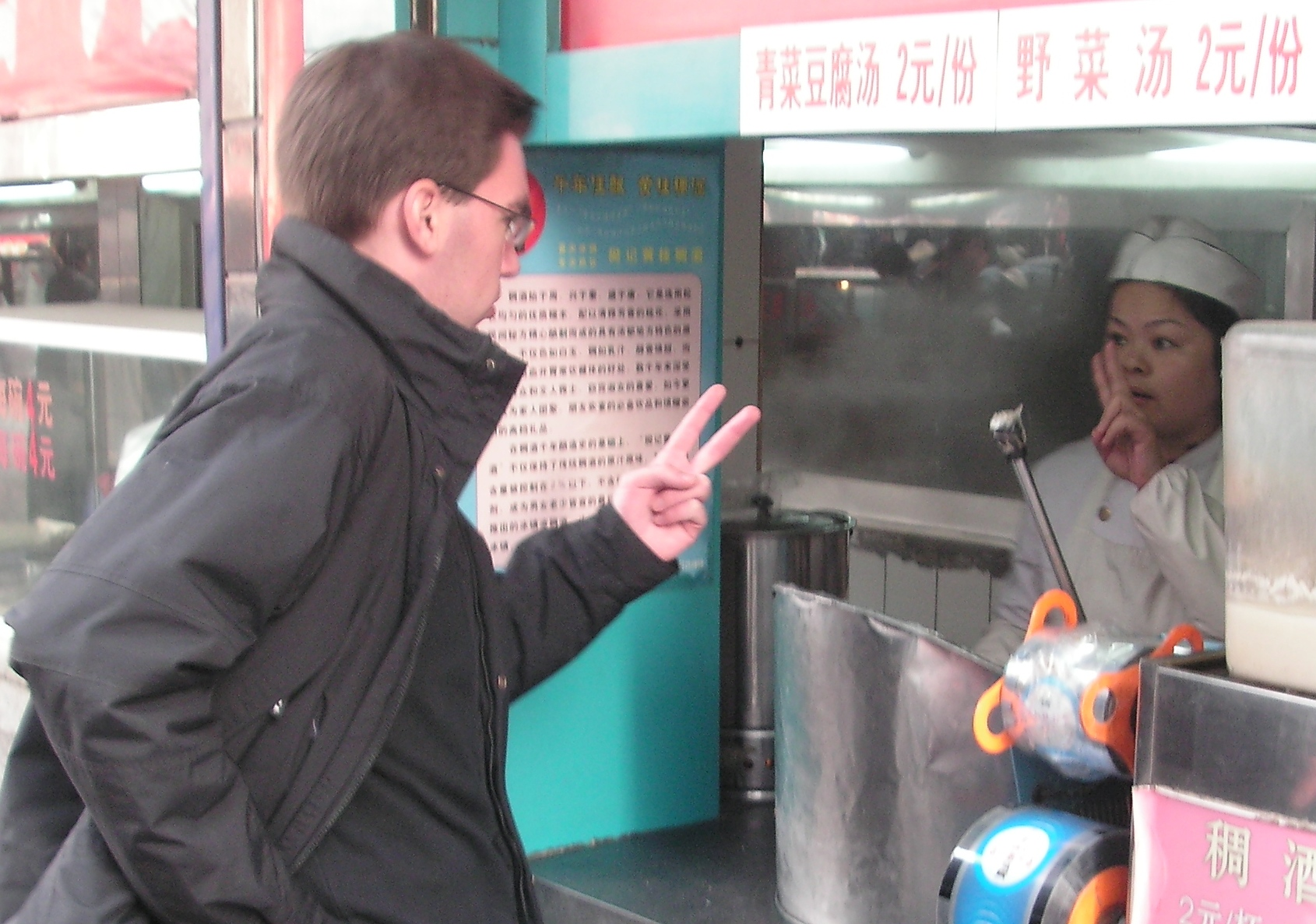
Liczba przedstawiona poprzez reprezentację palców, w celu ułatwienia komunikacji (w pewnych przypadkach palce są bardziej przystępne niż liczebniki)

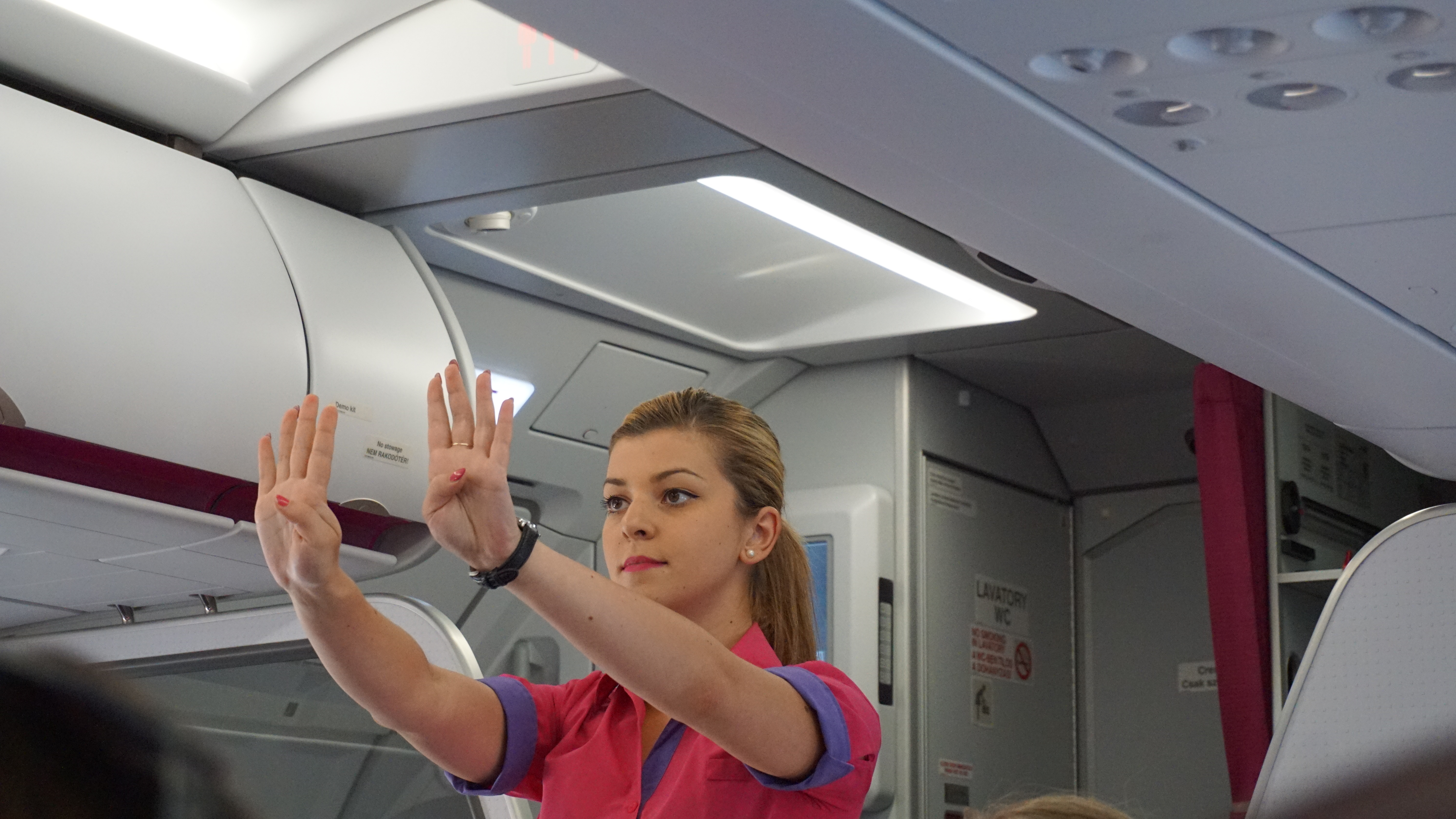
Stewardesa używająca reprezentacji liczby w postaci palców, w celu zwiększenia przystępności przekazywanej treści

Istnieje hipoteza postawiona przez Heike Wiese w 2003 roku, mówiąca o tym, że pokazywane na palcach liczby są dla dzieci w wieku przedszkolnym bardziej przystępne niż liczebniki. Zdania naukowców na temat tej hipotezy są podzielone.
Istnieją badania potwierdzające, że palce są wykorzystywane w ontogenezie, zanim wykształci się reprezentacja symboliczna (np. cyfry lub liczebniki).
Istnieją także badania stwierdzające coś przeciwnego – że symboliczne systemy liczenia nie są zakorzenione w doświadczeniach cielesnych. Badaniu poddano dzieci w wieku 2–5 lat. Podzielono je na dwie grupy – pierwsza składała się z dzieci 2–3-letnich, a druga – z 4–5-latków. Badacze poprosili dzieci o umieszczenie w pudełku liczby zabawek, którą przekazali dzieciom poprzez podanie liczebnika lub poprzez pokazanie liczby na palcach. W grupie dzieci 2–3-letnich w obu przypadkach dzieci miały duże problemy z wykonaniem zadania. W grupie dzieci starszych okazało się, że dzieci lepiej radziły sobie z wykonaniem polecenia, gdy liczba została im podana w formie liczebnika. Gdy dzieci proszono o określenie liczby zabawek w pudełku, ponownie okazało się, że dzieciom łatwiej jest posługiwać się liczebnikami, niż palcami.
Okazuje się, że liczenie na palcach nie może zastąpić kodu werbalnego. Jeśli nie istnieje odpowiedni kod werbalny (np. nazwy liczebników), nie jest możliwe efektywne liczenie na palcach. Np. w amazońskim plemieniu Pirahã istnieją tylko nazwy: jeden, dwa i wiele. Przedstawiciele tego plemienia wspomagają się liczeniem na palcach, lecz nawet wtedy popełniają mnóstwo błędów rachunkowych, nawet w przypadku zbiorów mniejszych niż 5-elementowe.
Podobnie osoby głuchonieme, które wykształtowały swój własny język migowy, liczą na palcach w sposób bardzo niedokładny.

## Kolejność używania palców a kolejność liczb

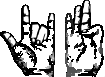
Układy palców mogące oznaczać liczbę trzy

Istnieją sprzeczne wyniki badań na temat związku kolejności używania palców a kolejności liczb. W jednych publikacjach (np. H. Wiese) za korzystne uważa się używanie palców zawsze w tej samej kolejności. Według tych poglądów utrwala to wiedzę na temat kolejności liczb. W innych pracach (np. prof. dr. hab. Zbigniewa Semadeniego) zwraca się uwagę na korzyści płynące z kształcenia umiejętności liczenia na palcach w różnej kolejności – np. reprezentacją liczby dwa wcale nie muszą być zawsze wyciągnięty kciuk i palec wskazujący, może to być np. palec wskazujący i serdeczny, lub dowolna inna kombinacja dwóch palców. Semadeni uważa, że narzucanie sposobu liczenia na palcach w ustalonej kolejności utrudnia przechodzenie do poziomu operacyjnego według teorii Piageta.

## Liczenie na palcach a pamięć robocza
Podczas wykonywania obliczeń matematycznych kluczowe jest poprawne działanie pamięci roboczej. Jej zadaniem jest:
- przechowywanie liczb, na których wykonywane są działania,
- przywoływanie z pamięci długotrwałej, reguł wykonywania działań (np. kolejność wykonywania działań),
- przechowywanie wyników cząstkowych[c][29].

U dzieci często zdarza się, że ilość informacji, którą muszą przechować w pamięci roboczej w celu rozwiązania zadania, przekracza pojemność i czas przechowywania w tej strukturze pamięciowej. Dzieci dysponujące niewielką pojemnością pamięci roboczej mogą stosować strategie jej odciążania, np. zapisywanie wyników cząstkowych na papierze lub wręcz monotonne przeliczanie wszystkiego po kolei na palcach.
Okazuje się, że na zakres pamięci roboczej ma wpływ długość liczebników – u dzieci posługujących się językiem chińskim (liczebniki w tym języku są znacznie krótsze niż w języku angielskim) zakres pamięci roboczej jest większy, a dzieci te podczas liczenia mniej wspomagają się palcami.

## Split 5 errors
Podczas wykonywania operacji arytmetycznych przekraczających liczbę 10 dzieci bardzo często mylą się dokładnie o 5. Ma to nawet w literaturze specjalistycznej swoją nazwę: split 5 errors. Przykładowo – dla zadania {\displaystyle 8+9=?} częstymi odpowiedziami będą: 12, 17, 22, a split 5 errors będą jeszcze wyraźniej widoczne dla większych liczb, np. {\displaystyle 38+43=?}.
Istnieją dwa źródła tego błędu:
1. W przypadku gdy split 5 error wystąpi podczas rozwiązywania łatwego problemu, jego źródłem jest błąd w przywoływaniu wyników z pamięci długotrwałej[15][16];
2. W przypadku gdy split 5 error wystąpi podczas rozwiązywania złożonego problemu, jego źródłem jest błąd w monitorowaniu liczby „pełnych dłoni” (uczeń gubi się już w tym ile już „ma” całych piątek, pełnych dłoni)[16][15].

Dzieci same próbują eliminować split 5 errors, tworząc własne, różnorodne strategie, jak np. dotykanie lub zamykanie jednej dłoni.

## Choroby a liczenie na palcach

### Dyskalkulia
Osoby cierpiące na dyskalkulię mają znaczne deficyty w zakresie elementarnych procesów umysłowego przetwarzania liczb. Dyskalkulicy popełniają ogromne ilości błędów podczas liczenia na palcach. Mają duże problemy z opanowaniem metody liczenia na palcach, a gdy już ją opanują – stosują ją w bardzo nieoptymalny sposób. Mając dodać do siebie dwie duże liczby, np. {\displaystyle 35+23=?,} nie potrafią zastosować strategii dodawania osobno dziesiątek i jedności. Dzieci cierpiące na dyskalkulię do liczby 35 będą na palcach dodawać po kolei 23 jedności, co jest strategią bardzo czasochłonną i narażoną na liczne pomyłki, więc sam wynik często również będzie nieprawidłowy. Wraz z dyskalkulią może występować także dyspraksja i agnozja palców, co bardzo utrudnia wykorzystywanie palców do liczenia. Często jednak liczenie na palcach jest najlepszą dostępną dla tych dzieci strategią, umożliwiającą względnie poprawne wykonywanie obliczeń. Zabronienie liczenia na palcach osobom z dyskalkulią powoduje, że popełniają one jeszcze więcej błędów.

### Rozwojowy zespół Gerstmanna
Zespół Gerstmanna to zaburzenie towarzyszące lezjom w obszarze zakrętu kątowego półkuli dominującej, składające się z czterech podstawowych objawów:
- akalkulia,
- agrafia,
- agnozja palców ręki,
- zaburzenia rozpoznawania stron (lewa-prawa)[33].

Rozwojowy zespół Gerstmanna ma te same objawy, lecz jego źródłem nie są lezje i nie dotyczy on wyłącznie półkuli dominującej. W zaburzeniu tym występują deficyty zarówno w zakresie gnozji palców, jak i w zakresie liczenia, co przez naukowców jest interpretowane jako dowód na nierozłączny związek między liczeniem na palcach, a liczeniem w ogóle.
Zespół Gerstmanna sprawił, że już w pierwszej połowie XX wieku po raz pierwszy został dostrzeżony związek między gnozją palców, a ogólnymi zdolnościami liczenia.

### Liczenie na palcach u dzieci niewidomych lub niemających palców
Istnieją sprzeczne wnioski na temat tego, czy liczenie na palcach jest czynnością spontaniczną, czy ukształtowania drogą modelowania. Np. Butterworth w swojej publikacji stwierdza, że liczenie na palcach jest czynnością spontaniczną, powszechną w większości kultur. Spontaniczność liczenia na palcach potwierdza także przypadek dziewczynki urodzonej bez przedramion, wykorzystującej do liczenia swoje fantomowe palce, co zostało opisane w 1965 roku. Teorii o spontaniczności liczenia na palcach zaprzeczają badania na dzieciach niewidomych. W jednym z badań porównano dzieci widzące z niewidomymi – dzieci niewidzące stosowały liczenie na palcach o wiele rzadziej niż widzące. Mimo tego, dzieci w obu grupach osiągały podobną poprawność obliczeń. Dzieci niewidzące miały niższe wyniki tylko wtedy, gdy zadania silnie angażowały zasoby werbalnej pamięci roboczej. Zatem nie u wszystkich dzieci liczenie na palcach pojawia się spontanicznie oraz nie jest ono warunkiem koniecznym rozwoju umiejętności matematycznych.
Osoby niewidome, korzystając z liczenia na palcach, nie korzystają z powtarzalnych układów palców (tzn. te same liczby w różnych przypadkach reprezentują innymi układami palców).

## Gnozja palców a kompetencje matematyczne
Gnozja palców to zdolność do określania, który palec jest w danym momencie stymulowany, umiejętność nazywania palców oraz sprawnego posługiwania się nimi. Sprawność gnozji palców koreluje z poziomem osiągnięć matematycznych. W licznych badaniach na dzieciach w wieku 5–7 lat wykazano, że dzieci osiągające ponadprzeciętne wyniki w zakresie gnozji palców mają również wysokie umiejętności matematyczne, a gnozja palców jest jednym z najlepszych znanych predyktorów osiągnięć z matematyki, w perspektywie czasowej od 1 do 3 lat. Moc predykcyjna testów gnozji palców jest specyficzna dla osiągnięć matematycznych – testy te nie pozwalają przewidywać osiągnięć w zakresie czytania i pisania. Gnozja palców jest lepszym predyktorem zdolności matematycznych niż gnozja całego ciała, symultagnozja lub grafestezja. Gnozja palców ma również większą moc predykcyjną dla późniejszych osiągnięć matematycznych niż ogólne wskaźniki rozwoju, takie jak np. szybkość przetwarzania informacji.
Wykazano również, że dzieci sprawnie posługujące się palcami (np. z racji gry na pianinie czy gitarze) lepiej radzą sobie z rozwiązywaniem zadań matematycznych. W roku 2008 opublikowano również wyniki eksperymentu, w którym grupę dzieci z niskimi wynikami gnozji palców, poddano intensywnemu treningowi tej gnozji. W rezultacie zwiększyły swoje zdolności gnozji palców, subityzowania oraz w niewielkim stopniu także umiejętności matematyczne. Trening w zakresie gnozji palców musi być bardzo intensywny, aby przełożył się na umiejętności matematyczne.
Gnozję palców bada się zazwyczaj w następujący sposób:
- dłoń osoby badanej znajduje się poza zasięgiem jej wzroku, a badacz dotyka wybranego palca osoby badanej; jej zadaniem jest określenie, który palec został dotknięty[34];
- dłoń osoby badanej znajduje się poza zasięgiem jej wzroku, a badacz dotyka po kolei dwa wybrane przez siebie palce osoby badanej; jej zadaniem jest określenie, czy dwukrotnie został dotknięty ten sam palec, czy dwa różne palce[34].

Istnieją dwie główne teorie próbujące wyjaśniać wzajemne powiązanie między gnozją palców a umiejętnościami matematycznymi:
- Teoria funkcjonalistyczna: wedle tej teorii gnozja palców jest pierwotna wobec poznania matematycznego[20]
  - Hipoteza przesunięcia funkcji neuronów: neurony przystosowane ewolucyjnie do liczenia na palcach mogą na skutek egzaptacji przyjąć nowe role (abstrakcyjne poznanie matematyczne), zachowując jednocześnie pierwotne funkcje (liczenie na placach)[20];
  - Hipoteza recyklingu neuronów: obwody neuronalne wykształcone do zdolności subityzowania na skutek rozwoju kulturowego gatunku ludzkiego zaczęły być wykorzystywane do arytmetyki[20];
- Teoria lokalizacjonistyczna: wedle tej teorii za gnozję palców i za poznanie matematyczne odpowiadają inne obwody neuronalne, lecz są zlokalizowane tak blisko siebie, że są zasilane przez te same naczynia krwionośne[20].

Związek między gnozją palców i liczeniem w pamięci potwierdzają także badania doświadczalne. Przebadano osoby dorosłe o przeciętnych umiejętnościach matematycznych, nie mające żadnych dysfunkcji. Okazało się, że wykonywanie przez te osoby działań arytmetycznych związanych z liczeniem (a nie przywoływaniem wyników z pamięci) było mniej skuteczne, gdy eksperymentator poruszał w tym czasie palcami osób badanych.
Co więcej, odkryto także, że w czasie biernego obserwowania liczb jednocyfrowych rośnie aktywacja kory motorycznej, odpowiedzialnej za ruchy palców podczas liczenia na palcach. Zaobserwowany efekt zależny był od indywidualnych zwyczajów liczenia na palcach. U osób zaczynających liczenie od lewej ręki podczas prezentacji małych liczb rosła aktywacja prawej kory motorycznej, zaś u osób zaczynających od prawej ręki – aktywacja lewej kory motorycznej. Wykazano także zmiany pobudliwości korowej dla mięśni dłoni podczas liczenia – ponownie strona, po której obserwowano zwiększoną pobudliwość, zależna była od wielkości liczb wykorzystywanych w działaniach oraz od strony, po której osoby badane zwyczajowo zaczynały liczenie na palcach.

### Przedmotoryczna teoria liczenia
Przedmotoryczna teoria liczenia to potwierdzona doświadczalnie teoria stwierdzająca, że wykonywanie działań arytmetycznych w pamięci polega na symulowanych, choć niewykonywanych fizycznie ruchach palców dłoni, o czym świadczy pobudzenie kory motorycznej podczas liczenia. Efekt ten występuje zarówno u dzieci, jak i u dorosłych.

## Strategie dodawania na palcach
Można wyróżnić trzy podstawowe strategie używania palców do obliczania sumy dwóch liczb naturalnych:
1. count-all: strategia ta polega na przedstawieniu każdej z liczb przy pomocy prostowania palców, a następnie zliczenie wszystkich wyprostowanych palców[46]. Przykładowo, mając dodać 2 do 3, na jednej dłoni uczeń prostuje dwa palce, a na drugiej – 3, a następnie zlicza po kolei wyprostowane palce, co daje w wyniku liczbę 5[46].
2. count-from-first-addend: strategia ta polega na rozpoczęciu liczenia od pierwszego składnika sumy, a następnie wymieniania odpowiedniej liczby kolejnych liczb (prostując przy tym palce)[46]. Przykładowo, mając wykonać działanie {\displaystyle 3+4} uczeń policzy: trzy, cztery, pięć, sześć, siedem[46].
3. count-min: strategia ta opiera się na tej samej zasadzie, co count-from-first-addend, z tą różnicą, że dodatkowo znajdowany jest składnik większy w sumie i to od niego rozpoczyna się liczenie[17]. Przykładowo, mając wykonać działanie {\displaystyle 3+4} uczeń zauważa, że 4 jest większe od 3 i liczy: cztery, pięć, sześć, siedem[17].

Dzieci, wraz z wiekiem, samodzielnie odkrywają i automatycznie zaczynają stosować strategię count-min, która jest strategią optymalną. Nie da się określić jednoznacznie wieku, w którym dzieci rozpoczynają stosowanie tej strategii, ponieważ badania pokazują duże rozbieżności wieku. Często zdarza się również, że strategia ta jest używana równolegle z innymi, mniej skutecznymi strategiami.

## Liczenie na palcach w historii dydaktyki matematyki
Zjawisko liczenia na palcach przez długi czas nie spotykało się z zainteresowaniem dydaktyków matematyki. Do lat 70. XX wieku uważano, że mentalna arytmetyka jest oparta wyłącznie na abstrakcyjnych, symbolicznych manipulacjach. Liczenie na palcach było uznawane jedynie za przejściowy etap w rozwoju kompetencji matematycznych dzieci. Dopiero wyniki badań z ostatnich 20 lat wskazują na ogromne znaczenie liczenia na palcach dla poznania matematycznego u dzieci i u dorosłych. Badania te prezentują różnorodną metodologię, jak np. :
- przezczaszkowa stymulacja magnetyczna[26],
- neuroobrazowanie[48][49][50],
- neuropsychologia poznawcza[39][40].

W roku 2011 zagadnieniu liczenia na palcach poświęcono cały specjalny numer czasopisma naukowego „Frontiers in Psychology”.

## Anatomiczne pochodzenie liczebników
Istnieje hipoteza o anatomicznym pochodzeniu liczebników. Istnieje wiele dowodów ją potwierdzających. Tworzenie się liczb rozpoczęło się liczeniem na palcach, a wraz z rozwojem ludzkości temu procesowi zaczęły towarzyszyć wypowiadane nazwy, które później funkcjonowały już niezależnie. Liczenie na palcach pojawiało się w filogenezie gatunku ludzkiego bardzo wcześnie. Pierwsze dowody tego zjawiska pochodzą sprzed 27 tysięcy lat – w jaskini Cosquer (Francja) maczane w pigmencie palce ówcześni ludzie odciskali na ścianie. Układy te były bardzo regularne, zawsze rozpoczynały się od kciuka.
U wielu pierwotnych plemion wyróżnionymi liczebnikami bardzo często są liczby 2 i 5 (dwie ręce, pięć palców u ręki). W niektórych systemach liczebników zdarza się także wyróżnienie liczby 10 i 20 (łączna liczba palców u rąk, łączna liczba palców u wszystkich kończyn). Zatem pochodną systemu liczbowego z bazą 5 jest system dziesiętny, ale też dwudziestkowy system liczbowy. W nahuatl, języku Azteków, wyróżnione liczby to 5 (6 jest konstruowane jako „pięć-jeden”), 10 (11 to „dziesięć-jeden”), 15, 20 (30 to „jedna dwudziestka-dziesięć”, 40 to „dwie dwudziestki”, a 100 to „pięć dwudziestek”) i 400. Ślady wyróżniania 20 występowały też w języku angielskim, gdzie liczbę tę określano jako score, a niektóre liczby były wyrażane jako jej wielokrotności (40 – two scores, 240 – twelve scores).
| 1 | ke-yap        |
| 2 | pullet        |
| 3 | ke-yap-pullet |
| 4 | pullet-pullet |

| 1 | enea                |
| 2 | patcheval           |
| 3 | patcheval enea      |
| 4 | patcheval patcheval |

| 1  | tagogi                     |           |
| 2  | ruag’a                     |           |
| 3  | tonug’a                    |           |
| 4  | ruag’a-ma-ruag’a           | 2 + 2     |
| 5  | ura-i-ga                   |           |
| 6  | ura-g’ela-tagogi           | 5 i 1     |
| 7  | ura-g’ela-ruag’a           | 5 i 2     |
| 8  | ura-g’ela-tonug’a          | 5 i 3     |
| 9  | ura-g’ela-ruag’a-ma-ruag’a | 5 i 2 + 2 |
| 10 | ura-ruag’a-i-ga            | 5 × 2     |

| liczba | wyspy Hense-Vulkan (wyróżnione liczby 5 i 10) | język api (Nowe Hebrydy) |
| 1      | teé                                           | tai                      |
| 2      | rua                                           | lua                      |
| 3      | tolli                                         | tolu                     |
| 4      | oatti                                         | vari                     |
| 5      | lima                                          | luna (‘ręka’)            |
| 6      | lima teé                                      | otai ('nowe 1')          |
| 7      | lima rua                                      | olua ('nowe 2')          |
| 8      | lima tolli                                    | otolu ('nowe 3')         |
| 9      | lima oatti                                    | ovari ('nowe 4')         |
| 10     | ulema                                         | lualuna (‘dwie ręce’)    |
| 11     | ulema teé                                     | lualuna i tai            |
| ...    | ...                                           |                          |
| 15     | ulema lima                                    | tololuna                 |
| 16     | ulema lima teé                                | tololuna i tai           |
| ...    | ...                                           |                          |
| 20     | ulem tamata                                   | variluna                 |

| 1   | sznepf       |        |
| 2   | tup          |        |
| 3   | repf         |        |
| ... | ...          |        |
| 8   | tubiszambi   | 8=10-2 |
| 9   | sznebiszambi | 9=10-1 |
| 10  | vambi        |        |

| 18 | duo de viginti | 18=20-2 |
| 19 | un de viginti  | 19=20-1 |

Sztandarowym przykładem potwierdzającym hipotezę anatomicznego pochodzenia liczebników są nazwy liczebników u Tamanków (Indianie z Wenezueli).
| 1   | tevinitpe                            |                                   |
| 2   | akčake                               |                                   |
| 3   | ačiluove                             |                                   |
| 4   | akčakemnene                          | „powtórzone dwa”                  |
| 5   | amgnaitone                           | „cała ręka”                       |
| ... | ...                                  |                                   |
| 10  | amgna-ačeponare                      | „obie ręce”                       |
| 11  | puitta-pona tevinitpe                | „jeden u nogi”                    |
| ... | ...                                  |                                   |
| 15  | iptaitone                            | „cała noga”                       |
| 16  | itakono puitta-pona tevinitpe        | „jeden u drugiej nogi”            |
| ... | ...                                  |                                   |
| 20  | tevin itoto                          | „jeden Indianin”                  |
| 21  | itakono itoto jamgnar-pona tevinitpe | „jeden u ręki drugiego Indianina” |
| ... | ...                                  |                                   |
| 40  | akčake itoto                         | „dwóch Indian”                    |
| ... | ...                                  |                                   |
| 60  | ačiluove itoto                       | „trzech Indian”                   |

Również w kilku innych językach nazwy wyraźnie oznaczają pewne czynności związane z liczeniem na palcach. Przykładowo, w indiańskim języku dene-dinje, nazwy liczb od 1 do 5 pochodzą bezpośrednio od reprezentujących je układów palców (np. liczebnik odpowiadający liczbie 4 oznacza dosłownie końcowy jest zgięty). W nigero-kongijskim języku ali liczebnik 5 brzmi moro (‘ręka’), a 2 buna, natomiast 10 jest ich połączeniem: mbuna. W papuaskim języku bugilai liczebniki mają pochodzenie anatomiczne: 1 tarangesa ('mały palec lewej ręki’), 2 metakina (‘następny palec’), 3 gingimetakina (‘palec środkowy’), 4 topea (‘palec wskazujący’), 5 manda (‘kciuk’), 6 gaben (‘nadgarstek’), 7 trankgimbe (‘łokieć’), 8 podei (‘ramię’), 9 ngama (‘lewa pierś’), 10 dala (‘prawa pierś’).
Ślady liczenia na palcach dłoni i stóp widać do dziś w bardzo wielu językach europejskich, poprzez wyróżnienie w nich liczby 20, np:
| Baskowie | Baskowie    | Bretończycy | Bretończycy |        |
| -------- | ----------- | ----------- | ----------- | ------ |
| 10       | amar        |             |             |        |
| 20       | oguey       | 20          | ugent       |        |
| 30       | ogueyt-amar | 30          | tregont     |        |
| 40       | barroguey   | 40          | daou ugent  | 2 × 20 |
| 60       | yruroguey   | 60          | tri ugent   | 3 × 20 |

| 50 | half-tre-sinds-tyve   | „półtrzecia × 20" |
| 60 | tre-sinds-tyve        | „3 × 20"          |
| 70 | half-fjerd-sinds-tyve | „półczwarta × 20" |
| 80 | fir-sinds-tyve        | „4 × 20"          |

| 80 | quatre-vingt       | 4 × 20      |
| 96 | quatre-vingt-seize | 4 × 20 + 16 |

W bardzo wielu językach również słowo określające liczbę pięć wywodzi się od słowa pięść. Według niektórych badaczy również powszechnie stosowany dziesiątkowy system pozycyjny wywodzi się od tradycji liczenia na palcach (10 to liczba palców u obu rąk). Fuzja systemu piątkowego, ewentualnie dziesiętnego, z dwunastkowym mogła z kolei zaowocować popularnym w kulturach Mezopotamii systemem z bazą 60.
Georges Ifrah stawia hipotezę, że nawet system dwunastkowy, stosunkowo popularny, z tuzinem jako bazą, również może mieć podłoże anatomiczne, gdyż cztery palce jednej dłoni przeciwstawne kciukowi mają dwanaście członów i do dwunastu można liczyć używając jedynie końcówki kciuka dotykającej ich po kolei.

## Liczenie na palcach przez osoby dorosłe

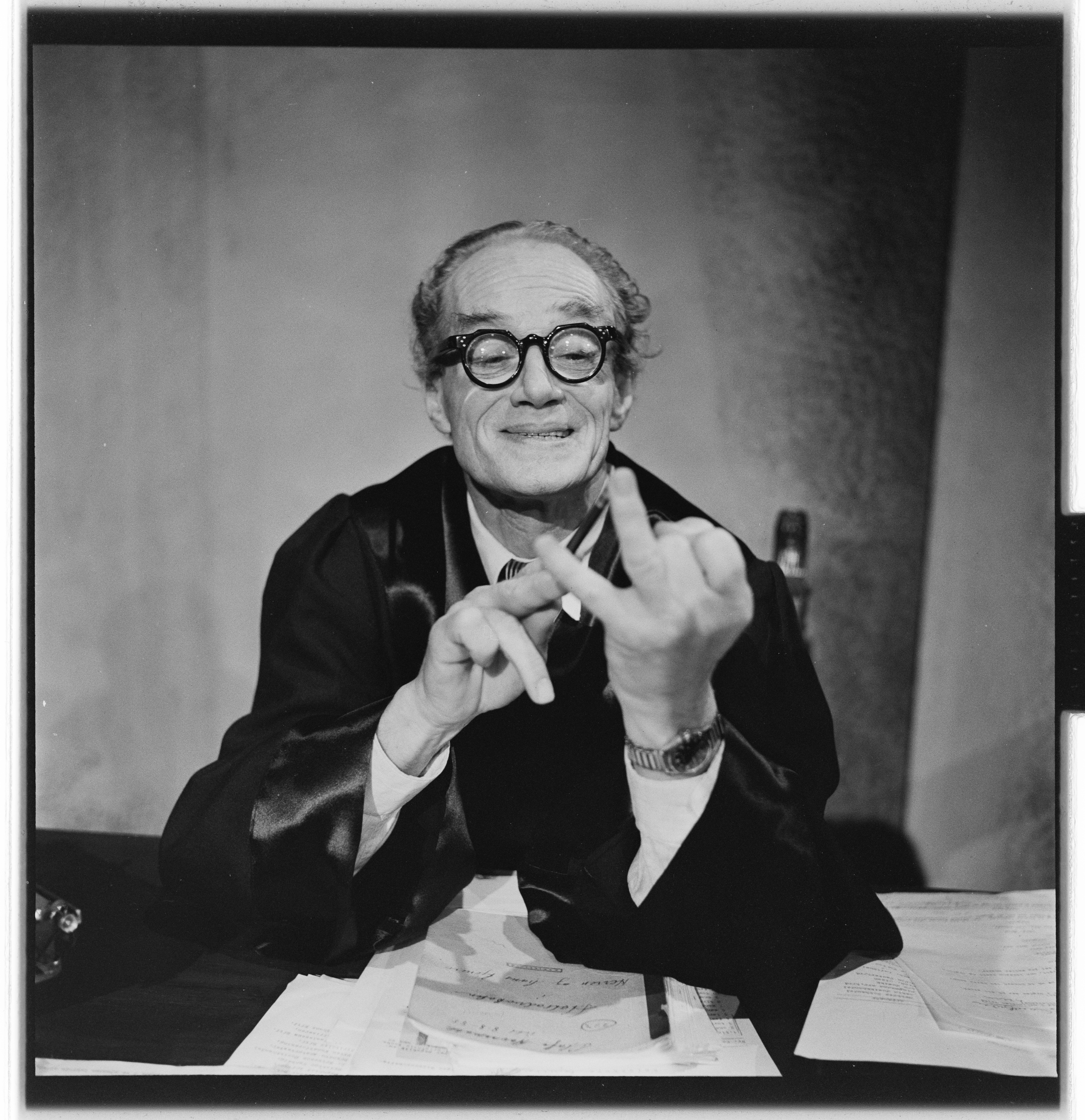
Osoba dorosła licząca na palcach

Nie tylko dzieci, ale również osoby dorosłe w wielu przypadkach korzystają z liczenia na palcach. Odciążają w ten sposób pamięć roboczą oraz kontrolują poprawność, np. podczas wymieniania członków dalszej rodziny, albo wykonywania obliczeń na kalendarzu.

## Różnice międzykulturowe

### Kolejność liczenia na palcach
W większości krajów zachodnich (jak np. USA, Kanada, Wielka Brytania, Niemcy, Holandia, Hiszpania) średnio ok. 68% osób rozpoczyna liczenie od kciuka lewej ręki, np. w Szkocji jest to 66%. Natomiast we Włoszech i Belgii nie wykazano preferencji żadnej ręki. W krajach Bliskiego Wschodu istnieje preferencja prawej ręki – 64% badanych rozpoczynało liczenie od małego palca prawej ręki. W północnej Afryce liczenie rozpoczyna się od palca wskazującego.
Natomiast we wszystkich krajach zauważono, że większość badanych podczas liczenia stosuje kontynuację anatomiczną, a nie przestrzenną – tzn. jeśli dla badanego liczba 1 to kciuk lewej ręki, to liczba 6 to kciuk prawej ręki, a nie mały palec prawej ręki (co byłoby zgodne z kolejnością przestrzenną).

### Sposób liczenia na palcach
W zdecydowanej większości kultur liczy się na palcach w ten sposób, że po kolei prostuje się kolejne palce. Ale np. w Japonii robi się to na odwrót – zaczyna się od otwartej dłoni, a następnie zgina po kolei kolejne palce. Sposoby liczenia na palcach w różnych kulturach przedstawione są na ilustracjach poniżej.

### Liczenie a pokazywanie liczb
W większości kultur istnieje różnica między liczeniem na palcach, a pokazywaniem liczb na palcach. Gdy osoby miały policzyć ile dni zostało im do końca urlopu, zaczynały liczyć od kciuka. Gdy miały w głośnym barze zamówić np. dwa piwa, zaczynały od palca wskazującego. Wyjątek stanowili Niemcy, ponieważ w obu przypadkach zaczynali od kciuka.

## Liczenie powyżej 10
Palców obu rąk wystarcza do policzenia do dziesięciu. Jedną z technik zwiększenia tej liczby jest nadanie różnych wartości palcom różnych dłoni. Do pięciu liczy się wyciągając kolejne palce lewej ręki. Wtedy zagina się palec prawej ręki i zaczyna liczenie od sześciu na lewej ręce. Po dojściu do dziesięciu zagina się kolejny palec prawej ręki. To pozwala na liczenie do 25. Technikę tę stosowano w różnych regionach Afryki, Indii czy Oceanii. Jeżeli za podstawę przyjmie się nie liczenie palców, ale ich członów, łatwo jest doliczyć do 12 na jednej dłoni (kciuk dotyka kolejnych członów czterech pozostałych palców). Zaginanie palców drugiej ręki po dojściu do końca bazy daje iloczyn 5·12, a więc pozwala liczyć do 60. System ten spotykany bywał w różnych regionach południowej Azji. Gdy liczyć człony u palców obu rąk, można dojść do 28. Gdy zaś kość I śródręcza potraktować jak nasadowy człon kciuka, do 30. W Chinach opracowano bardziej skomplikowany system podziału palców do liczenia. Ponumerowano nie tylko człony palców, ale dodatkowo podzielono je na części lewą, prawą i środkową. W ten sposób jeden palec może obsługiwać liczby 1-9, drugi 10-90 i tak dalej, aż do kciuka, na którym liczy się dziesiątki tysięcy, a przechodząc na kolejną rękę można liczyć miliardy.

### Liczenie na palcach i ich członach w historii

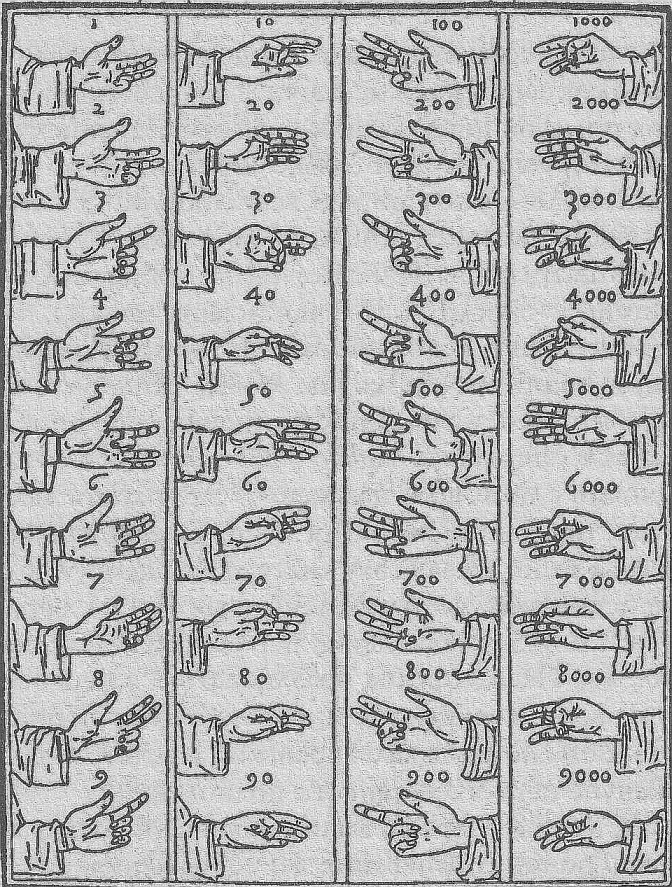
System liczenia na palcach do 9 999 powszechny w starożytności i średniowieczu

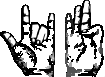
4 (lewa ręka) i 600 (prawa ręka), czyli 604

Do początku XX wieku w krajach Orientu – od Maghrebu po Mongolię – podczas targowania się kontrahenci, chcąc ukryć przed obserwatorami negocjowaną cenę, przykrywali dłonie chustką i ściskali nawzajem palce. Ściśnięcie palca wskazującego oznaczało 1, ściśnięcie naraz palca wskazującego i środkowego oznaczało 2 i tak dalej do całej dłoni, czyli 5. Wyższe liczby tworzyła kombinacja, np. 6 to dwukrotne ściśnięcie palców wskazującego, środkowego i serdecznego (2·3), a 7 to ściśnięcie ręki bez kciuka (4) i następnie palców wskazującego, środkowego i serdecznego (3). Wymagało to założenia szacunkowej wartości towaru, aby uścisk mógł oznaczać 1, 10, 100 itd. Liczenie do 28 na członach palców było stosowane w Chinach do wyznaczania cyklu miesiączkowego lub odchyleń od niego, a przez Bedę Czcigodnego do wyznaczania cyklu 28 lat związanych z określaniem lat przestępnych. Ten sam mnich obliczał 19-letni cykl Metona przez dodanie liczby członów palców i paznokci jednej dłoni (14 + 5). Kombinacja tych cykli pozwalała tworzyć tablice paschalne. Liczenie do trzydziestu na stawach palców i pierwszej kości śródręcza, a potem dodanie trzech bywa wykorzystywane przez muzułmanów w razie braku 33-paciorkowego islamskiego różańca.
W krajach Europy i Bliskiego Wschodu funkcjonował system liczenia na palcach, w którym jednostki wyraża się przez zginanie palców małego, serdecznego i środkowego, dziesiątki – wskazującego i kciuka, setki – małego, serdecznego i środkowego na drugiej ręce i tysiące – wskazującego i kciuka drugiej ręki. W ten sposób można liczyć do 99 na palcach jednej ręki i 9 999 dwóch rąk. System ten znany był w Starożytnym Rzymie, a pewne podobieństwa można znaleźć w jeszcze starszych malowidłach staroegipskich. Następnie przejęła go średniowieczna arytmetyka zachodnia i islamska. Znajomość tego systemu była elementem wykształcenia, a nawiązania do układu palców i odpowiadających im liczb pojawiały się w ówczesnej literaturze. Stracił na popularności po upowszechnieniu się znajomości cyfr arabskich i rachunku przy ich użyciu.

## Algorytmy mnożenia na palcach

### Mnożenie liczby jednocyfrowej przez dziewięć
Algorytm
Numerujemy swoje palce po kolei od lewego kciuka do prawego kciuka, nadając im kolejne numery od 1 do 10. Chcąc pomnożyć liczbę {\displaystyle 9} przez dowolną liczbę {\displaystyle n} ze zbioru {\displaystyle \{1,2,\dots ,10\},} wystarczy zgiąć palec o numerze {\displaystyle n}. Liczba palców znajdujących się na lewo od zgiętego palca to liczba dziesiątek, a liczba palców znajdujących się na prawo od zgiętego palca, to liczba jedności.
Przykłady
Dowód poprawności algorytmu
Niech {\displaystyle n\in \{1,2,\dots ,10\}} będzie ustaloną liczbą. Zauważmy, że:
{\displaystyle 9\cdot n=10\cdot n-n=(10\cdot (n-1)+10)-n=(10\cdot (n-1))+(10-n),}
co odpowiada właśnie podanej metodzie liczenia na palcach. q.e.d.

### Mnożenie dwóch liczb ze zbioru{6,7,8,9,10}{\displaystyle \{6,7,8,9,10\}}
Algorytm
Metoda ta zakłada znajomość tabliczki mnożenia w zakresie od 0 do 4. W obu dłoniach numerujemy palce zaczynając od kciuka, nadając mu numer 6, a kolejnym palcom – kolejne numery. Wybieramy teraz dwie liczby, które będziemy chcieli przez siebie przemnożyć: {\displaystyle a,b\in \{6,7,8,9,10\}}. Lokalizujemy na lewej dłoni palec o numerze {\displaystyle a} i na prawej dłoni – palec o numerze {\displaystyle b} i prostujemy te palce oraz wszystkie palce leżące na zewnątrz od nich. Sumujemy liczbę wyprostowanych palców i mnożymy przez 10. Następnie mnożymy liczbę zgiętych palców w lewej ręce, przez liczbę zgiętych palców w prawej ręce. Otrzymaną liczbę dodajemy do wcześniej otrzymanego wyniku.
Przykłady
Dowód poprawności algorytmu
Niech {\displaystyle a,b\in \{6,7,8,9,10\}} będą ustalonymi liczbami, których iloczyn chcemy obliczyć. Wynik osiągany w podanym algorytmie to:
{\displaystyle 10[(a-5)+(b-5)]+(10-a)\cdot (10-b)}.
Zauważmy, że:
{\displaystyle {\begin{aligned}&10[(a-5)+(b-5)]+(10-a)\cdot (10-b)\\[1ex]={}&10(a+b-10)+(10-a)(10-b)\\[1ex]={}&10a+10b-100+100-10b-10a+ab\\[1ex]={}&a\cdot b.\end{aligned}}}
q.e.d.